# Tanglewilde-Thompson Place
Tanglewilde-Thompson Place és una concentració de població designada pel cens dels Estats Units a l'estat de Washington. Segons el cens del 2000 tenia 5.670 habitants.

## Demografia
Segons el cens del 2000, Tanglewilde-Thompson Place tenia 5.670 habitants, 2.057 habitatges, i 1.491 famílies. La densitat de població era de 1.509,8 habitants per km².
Dels 2.057 habitatges en un 39,5% hi vivien nens de menys de 18 anys, en un 52,4% hi vivien parelles casades, en un 15,8% dones solteres, i en un 27,5% no eren unitats familiars. En el 20% dels habitatges hi vivien persones soles el 5,1% de les quals corresponia a persones de 65 anys o més que vivien soles. El nombre mitjà de persones vivint en cada habitatge era de 2,76 i el nombre mitjà de persones que vivien en cada família era de 3,14.
Per edats la població es repartia de la següent manera: un 29,5% tenia menys de 18 anys, un 10,7% entre 18 i 24, un 29,2% entre 25 i 44, un 22,5% de 45 a 60 i un 8,1% 65 anys o més.
L'edat mediana era de 32 anys. Per cada 100 dones de 18 o més anys hi havia 91,5 homes.
La renda mediana per habitatge era de 45.000 $ i la renda mediana per família de 49.245 $. Els homes tenien una renda mediana de 35.352 $ mentre que les dones 29.435 $. La renda per capita de la població era de 21.154 $. Aproximadament el 8,9% de les famílies i el 13% de la població estaven per davall del llindar de pobresa.

## Poblacions més properes
El següent diagrama mostra les poblacions més properes.